# Amenemhet III.
Amenemhet III., auch Amenemhat III., war ein altägyptischer König (Pharao) der 12. Dynastie (Mittleres Reich) mit sehr langer Regierungszeit, etwa von 1842 bis 1795 v. Chr.
Wohl mit Beginn des 45. Regierungsjahres am 1. Achet I 1798 v. Chr. ernannte er seinen Sohn zum Mitregenten, Amenemhet IV. (im Königspapyrus Turin sind 4[X] Jahre angegeben). In das 43. Regierungsjahr fällt die letzte von 18 Nilstandsmarken aus der Region Semna/Kumma, die seinen Namen tragen; in den Lahunpapyri ist ein Jahr 46, 3 Monat der Achet-Jahreszeit belegt.

## Familie
Seine Gemahlinnen sind Aat, die vermutlich im Alter von etwa 35 Jahren verstarb, und Chnumneferhedjet, die nicht älter als 25 Jahre wurde. Eine weitere Gemahlin und Mutter des Thronfolgers war Hetepti. Zu seinen Töchtern zählen Neferuptah und Nofrusobek, Pharaonin nach Amenemhet IV, sowie vielleicht Hathorhetep.

## Herrschaft
Nach neueren Forschungen scheint Amenemhet III. etwa zwanzig Jahre zusammen mit seinem Vater Sesostris III. regiert zu haben. Während der Vater durch Feldzüge außenpolitisch wirkte, verhalf der Sohn Ägypten innenpolitisch zur Blüte. Unter seiner Herrschaft wurde die Wasserregulierung in den „Moeris-See“ wirksam, was der Landwirtschaft neue Flächen zuführte, in der Oase Fayyum, und ihn zum legendären König „Moeris“ machte.
Vermutlich ernannte auch Amenemhet III. seinen Sohn (Amenemhet IV.) zum Mitregenten, etwa drei Jahre vor seinem Tod.

### Der Hofstaat
Der Hofstaat dieses Pharaos ist nicht sehr gut belegt. Ein Wesir namens Chety kann nach einem Papyrus aus El-Lahun in die Regierungszeit des Herrschers datiert werden; vielleicht dienten auch die Wesire Chnumhotep und Ameny unter diesem Regenten. Als sicher belegt gilt Iychernofret in seiner Funktion als Schatzmeister am Beginn der Regierungszeit von Amenemhet III.

### Expeditionswesen
Eine Felsinschrift nahe der Hafenanlage von Ain Suchna am Golf von Suez berichtet von einer Expedition im 2. Regierungsjahr Amenemhets III. auf die Sinai-Halbinsel und nennt die Namen mehrerer Teilnehmer.

## Bautätigkeit

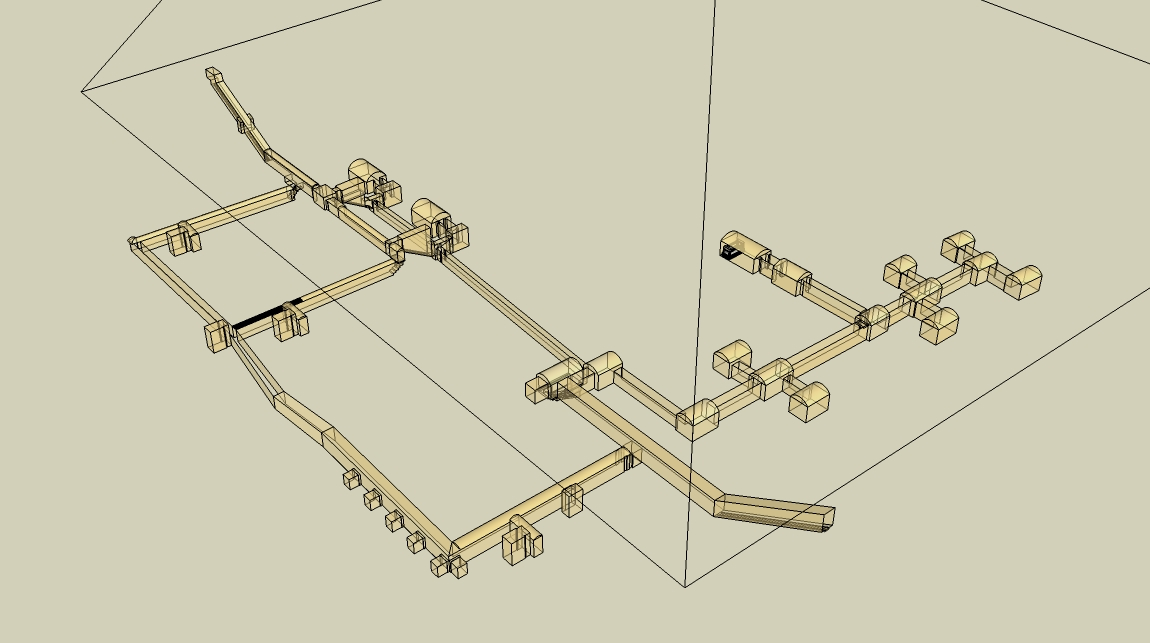
Substruktur der „schwarzen Pyramide“ in Dahschur

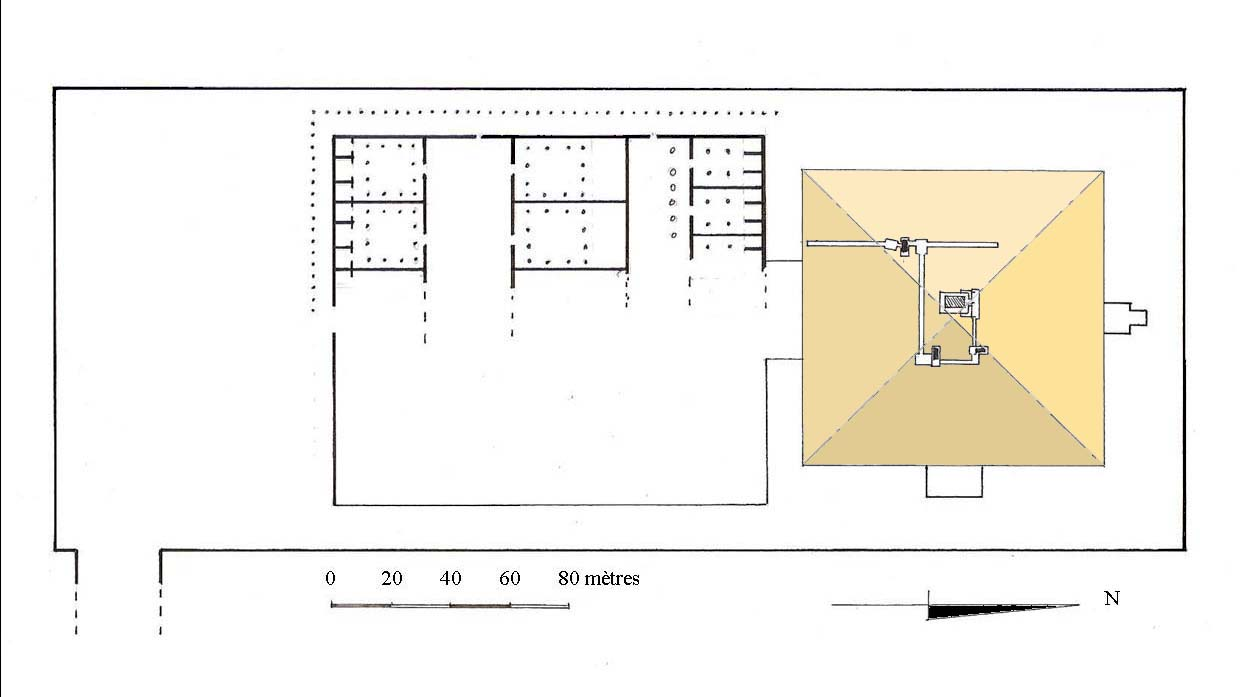
Grundriss des Pyramidenbezirks in Hawara

Amenemhet III. ließ zwei Pyramiden erbauen. Seine erste Pyramide bei Dahschur, deren Ummantelung aus Kalkstein schon früh verloren ging, wird auch die „schwarze“ genannt. Sie maß etwa 105 m im Quadrat und war vielleicht 75 m hoch, bei einem Böschungswinkel von etwa 55°. In einem ausgedehnten und eigenartig verzweigten Gangsystem im Pyramidenuntergrund befindet sich neben weiteren Kammern ein kleines Anubis-Heiligtum und die königliche Grabkammer mit dem unbenutzten Sarkophag aus rotem Granit.
Diese „Schwarze Pyramide“ zeigte wohl schon vor ihrer Fertigstellung Absenkungen, die zu Rissen in Decken und Böden führten. So wurden in sechs unvollendeten Räumen und Gängen Stützdecken und Balken aus Zedernholz eingezogen und Wandrisse verputzt. Die Kammern zweier Königinnen wurden zur Verstärkung mit einer zusätzlichen Steinlage ausgemauert. Als diese Grabkammern im 19. Jahrhundert aufgefunden wurden, waren sie beraubt; die Reste der Grabausstattung zeugen von beachtlichem Reichtum der Beisetzungen. 1900 fand man im Schutt der Pyramide in Dahschur das 1,40 m hohe Pyramidion, den pyramidenförmigen Schlussstein aus Granit (Grundfläche 1,85 m × 1,85 m).
Wegen der gravierenden Mängel am ersten Bauwerk wurde dem Pharao an anderer Stelle, in Hawara, eine zweite Pyramide erbaut. Auch diese Pyramide von Hawara wurde aus den üblichen Lehmziegeln errichtet, allerdings über einem ca. 12 m hohen Felskern, und mit Kalkstein verkleidet. Ihre Grundfläche betrug – wie in Dahschur – etwa 105 m × 105 m, ihre Höhe weniger als 60 m (Neigung unter 49°). Vom Eingang an der Südseite führte ein Gangsystem zur Grabkammer von Amenemhet III. Der Pyramide von Hawara war das sogenannte Labyrinth vorgelagert, das der griechische Geograph Strabon (63–20 v. Chr.) ausführlich beschrieb und als Weltwunder pries. Hierbei handelte es sich um den Totentempel des Amenemhet III., der alten Berichten zufolge mehr als 1500 Räume gehabt haben soll.
Obgleich die Pyramide von Hawara auch als Grabstelle von Amenemhets Tochter Neferuptah ausgelegt war, ist sie dort nicht beigesetzt worden. Ihre Grabstätte wurde im Jahr 1956 in einer zerfallenen Lehmziegelpyramide zwei Kilometer südwestlich unberaubt gefunden. Allerdings hatte eindringende Feuchtigkeit zur Zersetzung von Holz und auch der Mumie geführt, jedoch konnten der Granitsarkophag und die übrige Grabausstattung geborgen und teilweise restauriert werden.
Bei Biahmu im Fayyum-Becken errichtete der Herrscher zwei Kolossalstatuen.

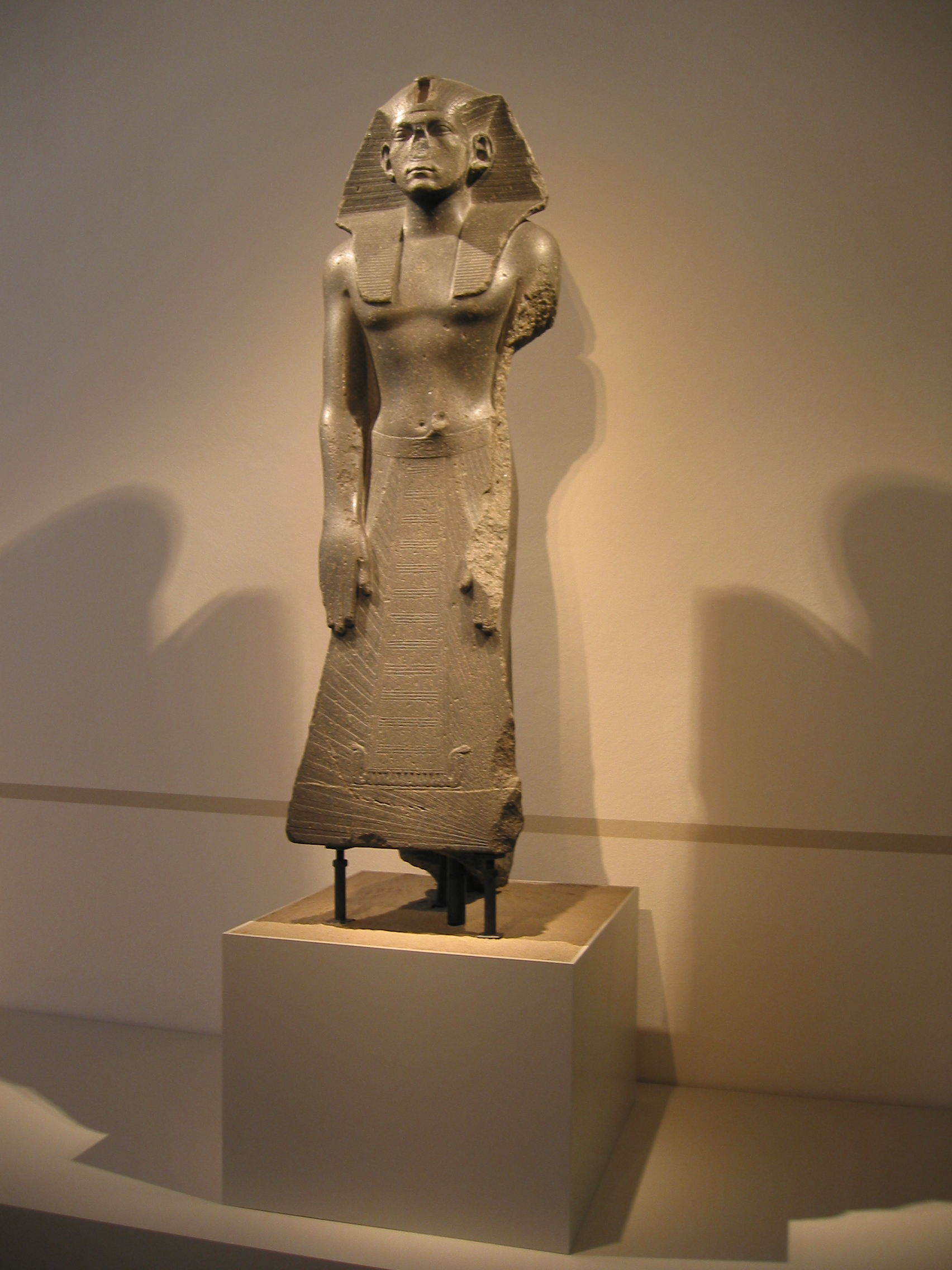
Statue von Amenemhet III. (Ägyptisches Museum Berlin im Neuen Museum)
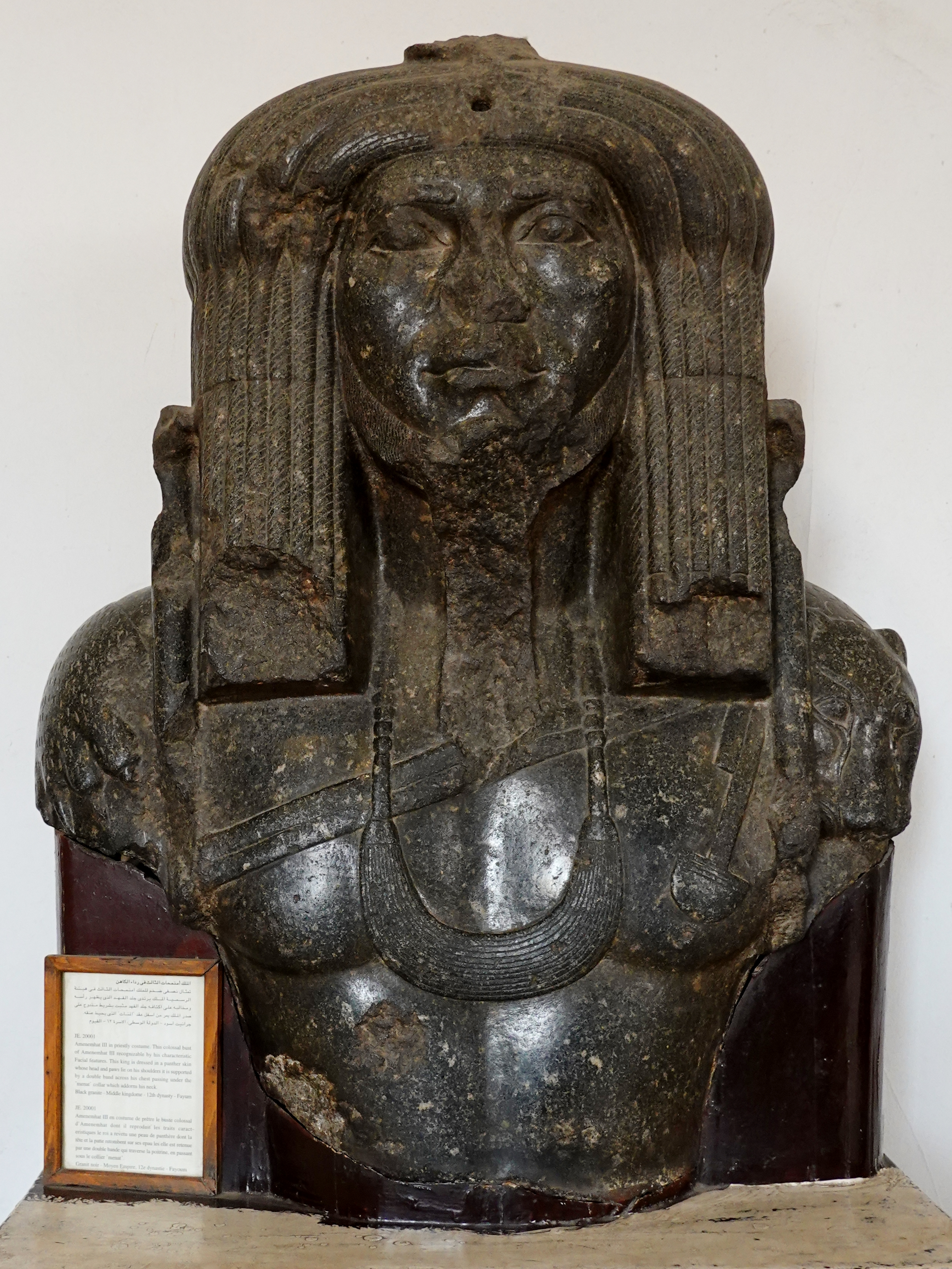
Kopf einer Kolossalstatue Amenemhets III. im Priesterornat mit umgelegtem Pantherfell aus Fayyum
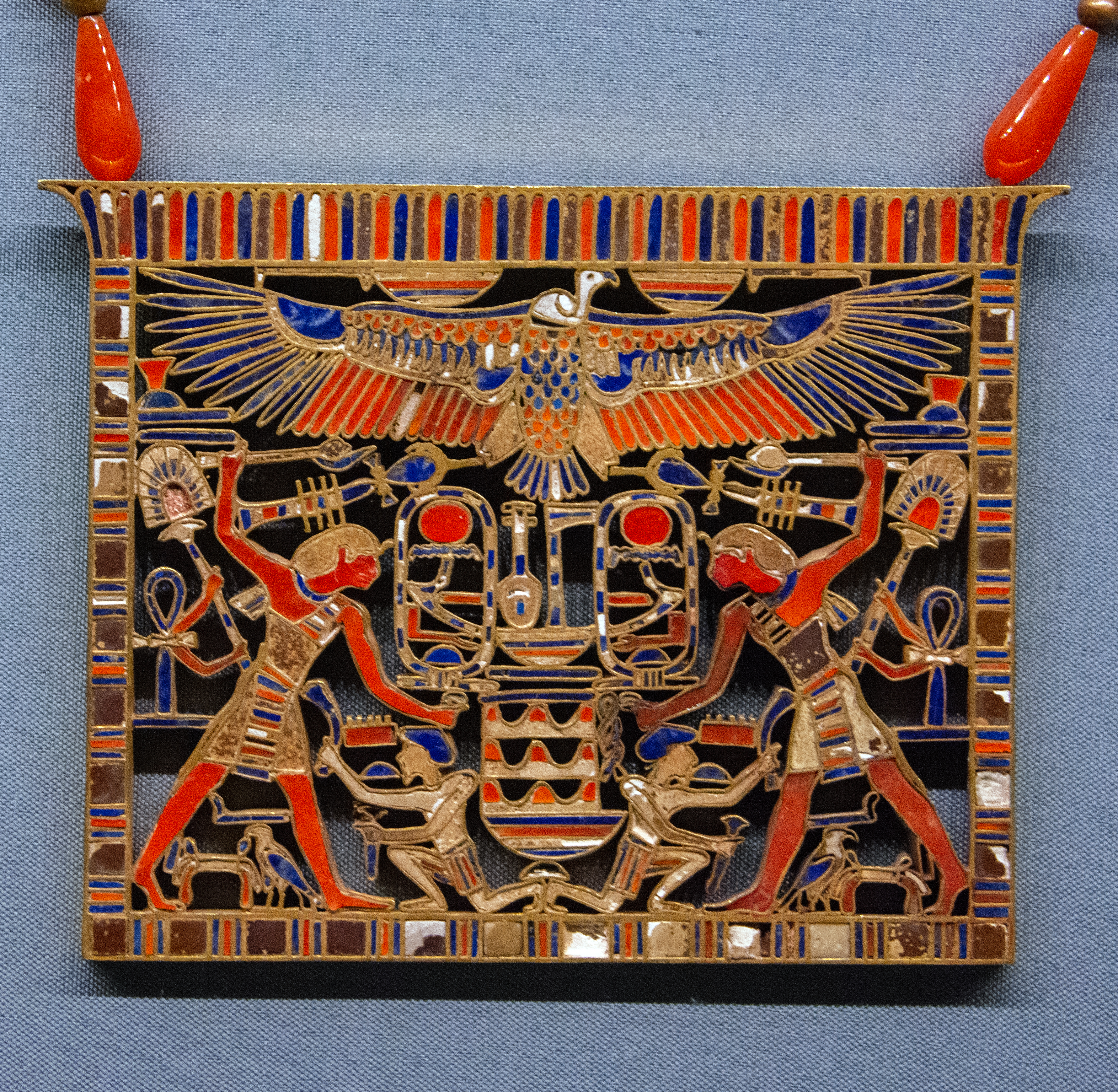
Pektoral mit dem Thronnamen Amenemhats III. (Ni-Maat-Re) aus dem Grab der Mereret in Dahschur